# Nyestbőradó
A nyestbőradó (latinul: marturina vagy mardurina, horvátul: kunovina, hívták továbbá a bán zsolozsmájának vagy bansul moranak is) a római korban és a középkorban szedett adófajta. A római uralom alatt Pannónia provinciában nyestbőrben kellett az adókat fizetni. Később a horvát nemzeti dinasztia, majd az Árpádok és vegyesházi királyok korában egész Horvátországban és Szlavoniában is kellett nyestadót fizetni: eredetileg természetben, majd Kálmán reformja után pénzben. Kezdetben mindenkire kivetették, majd a helyi nemességet az 1351. évi törvény mentesítette a megfizetése alól (helyette a kamaranyereséget tartoztak leróni). A 12. század végétől kezdődően a királyok részben vagy egészben átengedték a helyi birtokosoknak népeik nyestbőr adóját, ami így földesúri adónemmé vált.

## Külső hivatkozások
- Aranybulla
- I. Lajos királynak 1351. évben kelt egyetlen dekretuma Archiválva 2007. március 12-i dátummal a Wayback Machine-ben
- II. András 1222. évi törvénycikkei (Aranybulla) az 1000 év honlapon
- II. Ulászló 1492. évi XXVI. törvénycikke az 1000 év honlapon Archiválva 2007. március 10-i dátummal a Wayback Machine-ben